# Lijst van kerken in Gent
Dit is een lijst van kerkgebouwen en grote kapellen in Gent.

## Lijst
| naam                                           | wijk/deelgemeente            | coördinaten                   | denominatie                                    | huidige bestemming | opmerking                              | foto |
| ---------------------------------------------- | ---------------------------- | ----------------------------- | ---------------------------------------------- | ------------------ | -------------------------------------- | ---- |
| Sint-Michielskerk                              | Gent                         | 51° 3′ 13″ NB, 3° 43′ 9″ OL   | Rooms-katholiek                                |                    |                                        |      |
| Kloosterkerk van de Ongeschoeide Karmelieten   | Gent                         | 51° 3′ 24″ NB, 3° 42′ 59″ OL  | Rooms-katholiek                                |                    |                                        |      |
| Sint-Elisabethkerk                             | Gent                         | 51° 03′ 25″ NB, 3° 42′ 44″ OL | Anglicaans                                     |                    | Groot Begijnhof Sint-Elisabeth         |      |
| Rabotkerk                                      | Rabot, Gent                  | 51° 03′ 34″ NB, 3° 42′ 45″ OL | Protestants                                    |                    |                                        |      |
| Kloosterkerk der franciscanen                  | Gent                         | 51° 03′ 5″ NB, 3° 43′ 0″ OL   | Rooms-katholiek                                |                    |                                        |      |
| Sint-Jacobskerk                                | Gent                         | 51° 03′ 24″ NB, 3° 43′ 39″ OL | Rooms-katholiek                                |                    |                                        |      |
| Kapel Sint-Jan-in-d'olie                       | Gent                         | 51° 03′ 23″ NB, 3° 43′ 43″ OL | Rooms-katholiek                                |                    | kapel                                  |      |
| Sint-Niklaaskerk                               | Gent                         | 51° 3′ 14″ NB, 3° 43′ 22″ OL  | Rooms-katholiek                                |                    |                                        |      |
| Sint-Baafskathedraal                           | Gent                         | 51° 3′ 11″ NB, 3° 43′ 36″ OL  | Rooms-katholiek                                |                    |                                        |      |
| Baudelokapel                                   | Gent                         | 51° 3′ 27″ NB, 3° 43′ 43″ OL  | Rooms-katholiek                                |                    |                                        |      |
| Wolweverskapel                                 | Gent                         | 51° 03′ 0″ NB, 3° 43′ 34″ OL  | Rooms-katholiek                                |                    | kapel                                  |      |
| Sint-Barbarakerk                               | Gent                         | 51° 2′ 56″ NB, 3° 43′ 28″ OL  | Rooms-katholiek                                |                    |                                        |      |
| Sint-Kwintenskapel                             | Gent                         | 51° 02′ 39″ NB, 3° 43′ 26″ OL | Rooms-katholiek                                |                    |                                        |      |
| Onze-Lieve-Vrouw Sint-Pieterskerk              | Gent                         | 51° 02′ 33″ NB, 3° 43′ 39″ OL | Rooms-katholiek                                |                    |                                        |      |
| Sint-Martinuskerk                              | Ekkergem                     | 51° 3′ 1″ NB, 3° 42′ 12″ OL   | Rooms-katholiek                                |                    |                                        |      |
| Sint-Pauluskerk                                | Gent                         | 51° 02′ 21″ NB, 3° 42′ 47″ OL | Rooms-katholiek                                |                    |                                        |      |
| Heilige Amanduskapel                           | Gent                         | 51° 02′ 25″ NB, 3° 43′ 5″ OL  | Rooms-katholiek                                |                    |                                        |      |
| Sint-Amanduskapel                              | Sint-Amandsberg              | 51° 03′ 14″ NB, 3° 43′ 2″ OL  | Rooms-katholiek                                |                    |                                        |      |
| Sint-Coletakerk                                | Gent                         | 51° 02′ 4″ NB, 3° 43′ 36″ OL  | Rooms-katholiek                                |                    |                                        |      |
| Onze-Lieve-Vrouw ter Hoyekerk                  | Gent                         | 51° 02′ 45″ NB, 3° 44′ 11″ OL | Rooms-katholiek                                |                    | Klein Begijnhof Gent                   |      |
| Sint-Annakerk                                  | Gent                         | 51° 2′ 56″ NB, 3° 44′ 5″ OL   | Rooms-katholiek                                |                    |                                        |      |
| Sint-Antonius van Paduakerk (Heirnis)          | Molenberg, Gent              | 51° 02′ 53″ NB, 3° 44′ 32″ OL | Rooms-katholiek                                |                    |                                        |      |
| Sint-Christoffelkapel/Brabantdamkerk           | Gent                         | 51° 02′ 60″ NB, 3° 43′ 58″ OL | Protestants sinds 1816; eerder Rooms-katholiek |                    |                                        |      |
| Sint-Machariuskerk                             | Gent                         | 51° 03′ 16″ NB, 3° 44′ 12″ OL | Rooms-katholiek                                |                    |                                        |      |
| Heilige Kerstkerk/Sint-Salvatorkerk            | Gent                         | 51° 03′ 50″ NB, 3° 43′ 47″ OL | Rooms-katholiek                                |                    |                                        |      |
| Sint-Stefanuskerk                              | Patershol, Gent              | 51° 3′ 34″ NB, 3° 43′ 13″ OL  | Rooms-katholiek                                |                    |                                        |      |
| Maria Gorettikerk                              | Gent                         | 51° 03′ 59″ NB, 3° 43′ 18″ OL | Rooms-katholiek                                |                    |                                        |      |
| Sint-Jozefskerk                                | Rabot, Gent                  | 51° 3′ 47″ NB, 3° 42′ 38″ OL  | Rooms-katholiek                                |                    |                                        |      |
| Sint-Jan Baptistkerk                           | Brugse Poort, Gent           | 51° 3′ 32″ NB, 3° 42′ 14″ OL  | Rooms-katholiek                                |                    |                                        |      |
| Onze-Lieve-Vrouw Koningin van de Vrede (Malem) | Malem, Gent                  | 51° 3′ 8″ NB, 3° 41′ 38″ OL   | Rooms-katholiek                                |                    |                                        |      |
| Redemptoristenkerk                             | Gent                         | 51° 02′ 1″ NB, 3° 42′ 27″ OL  | Rooms-katholiek                                |                    |                                        |      |
| Sint-Pietersbuitenkerk                         | Sint-Pieters-Aalst           | 51° 1′ 47″ NB, 3° 43′ 0″ OL   | Rooms-katholiek                                |                    |                                        |      |
| Christus Koningkerk                            | Gent                         | 51° 1′ 23″ NB, 3° 43′ 9″ OL   | Rooms-katholiek                                |                    |                                        |      |
| Kapel Sint-Aloysius                            | Zwijnaarde                   | 51° 01′ 4″ NB, 3° 42′ 54″ OL  | Rooms-katholiek                                |                    | Sint-Paulusinstituut E. De Deynestraat |      |
| Sint-Theresia van het kind Jezuskerk (Gent)    | Rooigem                      | 51° 03′ 48″ NB, 3° 41′ 31″ OL | Rooms-katholiek                                |                    |                                        |      |
| Onze-Lieve-Vrouw Geboortekerk                  | Mariakerke                   | 51° 04′ 21″ NB, 3° 40′ 33″ OL | Rooms-katholiek                                |                    |                                        |      |
| Heilig Hartkerk                                | Kolegem                      | 51° 4′ 20″ NB, 3° 41′ 41″ OL  | Rooms-katholiek                                |                    |                                        |      |
| Sint-Vincentiuskerk                            | Gent                         | 51° 4′ 7″ NB, 3° 42′ 33″ OL   | Rooms-katholiek                                |                    |                                        |      |
| Sint-Theresia van Avilakerk                    | Muide                        | 51° 04′ 38″ NB, 3° 43′ 50″ OL | Rooms-katholiek                                |                    |                                        |      |
| Sint-Antonius Abtkerk                          | Meulestede                   | 51° 05′ 14″ NB, 3° 43′ 40″ OL | Rooms-katholiek                                |                    |                                        |      |
| Sint-Godelievekerk                             | Wondelgem                    | 51° 04′ 43″ NB, 3° 42′ 48″ OL | Rooms-katholiek                                |                    |                                        |      |
| Sint-Catharinakerk                             | Wondelgem                    | 51° 05′ 20″ NB, 3° 42′ 44″ OL | Rooms-katholiek                                |                    |                                        |      |
| Heilige Apostel Andreaskerk                    | Rabot, Gent                  | 51° 03′ 30″ NB, 3° 42′ 44″ OL | Orthodox                                       |                    |                                        |      |
| Onze-Lieve-Vrouw-van-Lourdeskapel              | Drongen                      | 51° 4′ 31″ NB, 3° 40′ 3″ OL   | Rooms-katholiek                                |                    |                                        |      |
| Sint-Gerulfuskapel                             | Drongen                      | 51° 2′ 39″ NB, 3° 38′ 1″ OL   | Rooms-katholiek                                |                    |                                        |      |
| Sint-Gerolfkerk                                | Drongen                      | 51° 2′ 58″ NB, 3° 39′ 47″ OL  | Rooms-katholiek                                |                    |                                        |      |
| Sint-Martinuskerk                              | Baarle                       | 51° 02′ 13″ NB, 3° 37′ 12″ OL | Rooms-katholiek                                |                    |                                        |      |
| Sint-Jan Baptistkerk                           | Afsnee                       | 51° 01′ 51″ NB, 3° 40′ 8″ OL  | Rooms-katholiek                                |                    |                                        |      |
| Sint-Denijskerk                                | Sint-Denijs-Westrem          | 51° 01′ 22″ NB, 3° 40′ 14″ OL | Rooms-katholiek                                |                    |                                        |      |
| Kapel St. Paulusschool                         | Sint-Denijs-Westrem          | 51° 01′ 14″ NB, 3° 40′ 8″ OL  | Rooms-katholiek                                |                    |                                        |      |
| Heilige Sacramentskapel 't Putje               | Sint-Denijs-Westrem          | 51° 01′ 21″ NB, 3° 41′ 33″ OL | Rooms-katholiek                                |                    |                                        |      |
| Sint-Niklaaskerk                               | Zwijnaarde                   | 51° 00′ 4″ NB, 3° 42′ 59″ OL  | Rooms-katholiek                                |                    |                                        |      |
| Sint-Eligiuskerk                               | Gentbrugge                   | 51° 01′ 55″ NB, 3° 45′ 48″ OL | Rooms-katholiek                                |                    |                                        |      |
| Sint-Antonius van Paduakerk (Gentbrugge)       | Gentbrugge                   | 51° 2′ 33″ NB, 3° 44′ 42″ OL  | Rooms-katholiek                                |                    |                                        |      |
| Sint-Lievenkerk                                | Ledeberg                     | 51° 02′ 14″ NB, 3° 44′ 35″ OL | Rooms-katholiek                                |                    |                                        |      |
| HH. Simon en Judas-Thaddeuskerk                | Gentbrugge                   | 51° 2′ 41″ NB, 3° 45′ 33″ OL  | Rooms-katholiek                                |                    |                                        |      |
| Heilig Hartkerk                                | Sint-Amandsberg              | 51° 03′ 15″ NB, 3° 44′ 59″ OL | Rooms-katholiek                                |                    |                                        |      |
| Begijnhofkerk Sint-Elisabeth                   | Sint-Amandsberg              | 51° 03′ 25″ NB, 3° 44′ 52″ OL | Rooms-katholiek                                |                    |                                        |      |
| Sint-Amanduskerk                               | Sint-Amandsberg              | 51° 03′ 46″ NB, 3° 44′ 56″ OL | Rooms-katholiek                                |                    |                                        |      |
| Sint-Amanduskapel                              | Sint-Amandsberg              | 51° 03′ 47″ NB, 3° 44′ 59″ OL | Rooms-katholiek                                |                    |                                        |      |
| Heilig Kruiskerk                               | Westveld, Sint-Amandsberg    | 51° 03′ 55″ NB, 3° 46′ 14″ OL | Rooms-katholiek                                |                    |                                        |      |
| Sint-Bernadettekerk                            | Sint-Amandsberg              | 51° 04′ 33″ NB, 3° 45′ 7″ OL  | Rooms-katholiek                                |                    |                                        |      |
| Onze-Lieve-Vrouwkerk van de Oude Bareel        | Oude Bareel, Sint-Amandsberg | 51° 04′ 27″ NB, 3° 46′ 46″ OL | Rooms-katholiek                                |                    |                                        |      |
| Basiliek van Oostakker-Lourdes                 | Oostakker                    | 51° 04′ 58″ NB, 3° 45′ 49″ OL | Rooms-katholiek                                |                    |                                        |      |
| Sint-Amanduskerk                               | Oostakker                    | 51° 06′ 3″ NB, 3° 45′ 52″ OL  | Rooms-katholiek                                |                    |                                        |      |
| Onze-Lieve-Vrouw-Geboortekerk (Desteldonk)     | Desteldonk                   | 51° 07′ 20″ NB, 3° 46′ 52″ OL | Rooms-katholiek                                |                    |                                        |      |
| Sint-Baafskerk                                 | Mendonk                      | 51° 08′ 50″ NB, 3° 49′ 17″ OL | Rooms-katholiek                                |                    |                                        |      |
| Heilig Kruiskerk                               | Sint-Kruis-Winkel            | 51° 09′ 17″ NB, 3° 49′ 30″ OL | Rooms-katholiek                                |                    |                                        |      |
| Sint-Catharinakapel                            | Gent                         | 51° 03′ 27″ NB, 3° 43′ 24″ OL | Rooms-katholiek                                |                    |                                        |      |
| Maaltebruggekasteelkapel                       | Gent                         | 51° 01′ 22″ NB, 3° 42′ 6″ OL  | Rooms-katholiek                                |                    |                                        |      |